# Рух за громадянські права
Рух за громадянські права — термін, що відноситься до серії політичних груп і рухів, які виступали за рівноправність громадян перед законом. Пік активності подібних рухів у різних країнах світу припав на 1960-ті роки. У багатьох випадках вони використовували для боротьби акції громадянської непокори, які не супроводжуються насильством. Тим не менш, у деяких випадках подібні акції супроводжувалися або викликали як наслідок масові заворушення та збройні повстання.
Відомими рухами за громадянські права були організації чорношкірого населення США, католицького населення Північної Ірландії. Серед інших груп, які домагалися рівноправності — рухи за права жінок, права національних меншин, сексуальних меншин (ЛГБТ-організації). Окремо можна виділити рухи за громадянські права та свободи на території СРСР та країн-учасниць Організації Варшавського договору.